# Lijst van voetbalinterlands Bahrein - Bangladesh (vrouwen)
Deze lijst van voetbalinterlands is een overzicht van alle officiële voetbalinterlands tussen de nationale vrouwenteams van Bahrein en Bangladesh. De landen hebben tot nu toe één keer tegen elkaar gespeeld.

## Wedstrijden
| № | Plaats | Datum        | Competitie                                | Wedstrijd            | Uitslag |
| - | ------ | ------------ | ----------------------------------------- | -------------------- | ------- |
| 1 | Yangon | 29 juni 2025 | Aziatisch kampioenschap 2026 kwalificatie | Bangladesh − Bahrein | 7 − 0   |

## Samenvatting
| Competitie                           | Totaal gespeeld | Winst Bahrein | Gelijk | Winst Bangladesh | Doelsaldo Bahrein – Bangladesh |
| ------------------------------------ | --------------- | ------------- | ------ | ---------------- | ------------------------------ |
| Aziatisch kampioenschap kwalificatie | 1               | 0             | 0      | 1                | 0 − 7                          |
| Totaal                               | 1               | 0             | 0      | 1                | 0 − 7                          |